# 古精靈語
古精靈語（昆雅語：Quenderin）`,
在J.R.R.托爾金整個中土世界的架空世界設定裡，是「昆第」（亦就是首生的種族精靈）在「庫維因恩」湖畔甦醒後不久所開始使用的語言，為之後所有各種精靈語的祖語。
古精靈語之後又發展分支為艾爾達通用語及許多雅維瑞精靈的語言。